# Farní sbor Českobratrské církve evangelické v Ostrově
Farní sbor Českobratrské církve evangelické v Ostrově je sborem Českobratrské církve evangelické v Ostrově. Sbor spadá pod Západočeský seniorát.
Sbor byl založen roku 1956. K bohoslužbám slouží sborový dům, adaptovaný pro církevní potřeby v 70. letech 20. století.
Farářem je Radek Matuška, kurátorem sboru je Bohuslav Schneider.

## Faráři sboru
- František Hanák (1961–1966)
- Vladimír Fiala (1967–1979)
- Vladimír Hejtmánek (1980–1987)
- Věra Hájková (1988–2003)
- František Pavlis (2010–2013)
- Radek Matuška (2017–2024)